# Pierre Claude
Pierre Claude, né à Tananarive le 28 octobre 1910 et décédé le 25 septembre 1939 près de Wintzenbach, est un militaire français.

## Biographie
Second enfant de Paul-Émile Claude et de Louise Schiltter de Welving, Paul-Marie-José-Pierre Claude naît dans une famille de fervents catholiques, son père est administrateur-adjoint au chef de province à Madagascar. De santé fragile, il contracte des fièvres paludéennes en 1916 et, pour l'éloigner du climat tropical, sa mère le conduit en France en octobre de la même année avec ses sœurs Gisèle et Yolande-Arlette où ils s'installent près de Metz.
En octobre 1931, il entre à Saint-Cyr. Il en sort en juillet 1933 en choisissant une affectation dans l'aviation. Il entre alors à l'École d'Application de l'Air de Versailles où il obtient le 4 août 1934 son brevet de pilote. En juillet de la même année, il effectue un stage à l'École d'Acrobatie d'Étampes. Après l'école, il choisit d'être affecté à la 5e escadre qui s'installe à Reims en septembre 1934. Entre-temps, il gagne la Military-Zénith, célèbre course aérienne de vitesse.
À la création du groupe de chasse II/4 le 15 mai 1939, le capitaine Pierre Claude prend le commandement de la 4e escadrille dite « Petits Poucets ».
Le 25 septembre 1939, lors d'un combat aérien contre trois Messerschmitt Bf 109, après avoir abattu un de ses adversaires, son avion Curtiss H-75 est atteint. Lui-même blessé, il est obligé de se parachuter. Mitraillé durant la descente, il arrive au sol mortellement blessé : « Deux balles l'avaient atteint en plein front. Sa jambe droite avait été fracassée par une décharge de mitrailleuse. »,, près de Wintzenbach. Il est inhumé à Haguenau le 28 septembre 1939.
C'est le troisième pilote de la Chasse française tué pendant la Seconde Guerre mondiale, après le sous-lieutenant Baize le 21 septembre et le sergent Garnier le 24 septembre.
Sa sœur Yolande-Arlette Claude a été tuée le 20 août 1944, à Paris, place de l’Étoile ; une plaque rappelle sa mémoire.

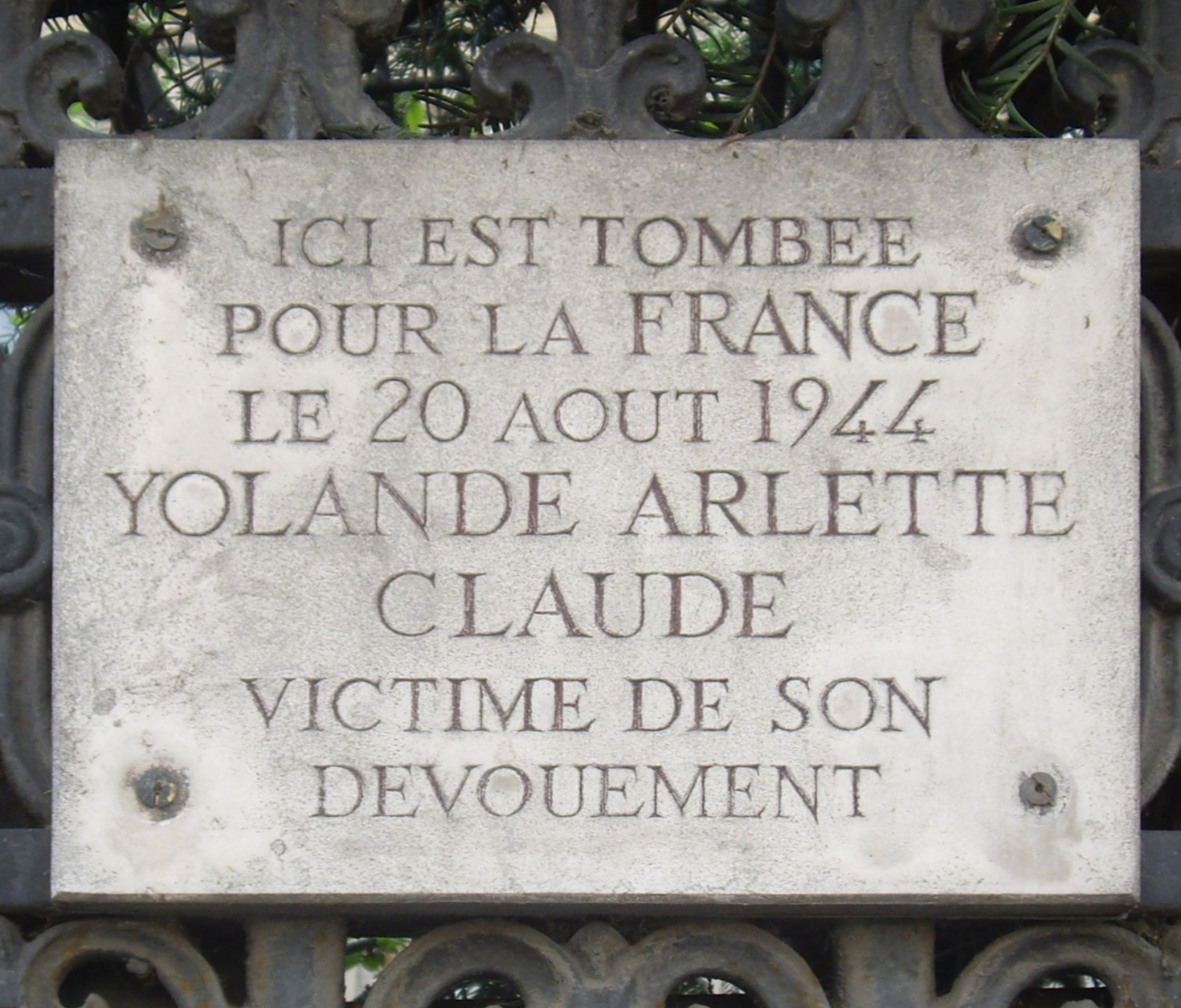
Plaque en hommage à Yolande Arlette Claude, tuée pendant la Libération de Paris en 1944.

## Tableau de chasse
- Le 25 septembre 1939, deux Bf 109 (un seul sera homologué, l'autre étant tombé en territoire allemand).

## Décorations et hommages
- Officier de la Légion d'honneur[Quand ?]
- Croix de guerre 1939–1945
- Citation à l'ordre de l'armée
- Une stèle en son honneur existe sur la commune de Wintzenbach[8],[9]
- Sa tombe est régulièrement honorée[10]